# Robert Chambeiron
Pour l’article ayant un titre homophone, voir Chambeyron (homonymie).
Robert Chambeiron, né le 22 mai 1915 à Paris et mort le 30 décembre 2014 à Boulogne-Billancourt, est un résistant français, compagnon de Jean Moulin, et homme politique français.

## Biographie

### Compagnon de Jean Moulin
Robert Chambeiron entre en 1936 avec Jean Moulin au cabinet de Pierre Cot, ministre de l'Air du gouvernement Léon Blum. Ils organisent clandestinement la livraison d’avions et d’armes à la République espagnole menacée par les franquistes.
Mobilisé dans l'aviation en 1939, et démobilisé en 1940, il conserve des contacts étroits avec Jean Moulin et ses amis, notamment Pierre Meunier et Henri Manhès. Lorsqu'à partir de 1942, après son voyage à Londres, Jean Moulin devient le représentant du général de Gaulle, il lui confie différentes missions en zone nord et notamment à Paris. C'est ainsi qu'en compagnie de Pierre Meunier, il prend une part active dans les négociations qui aboutissent à la fondation du Conseil national de la Résistance (CNR). Tous deux organisent la première réunion du CNR le 27 mai 1943, rue du Four à Paris. Robert Chambeiron devient secrétaire général adjoint du CNR. Celui-ci le délègue pour siéger à l'Assemblée consultative provisoire (novembre 1944-août 1945).

### Parlementaire de laIVeet de laVeRépublique
Député progressiste des Vosges sous la Quatrième République (de 1946 à 1951 puis de 1956 à 1958), il est élu au Parlement européen en 1979 sur la liste du Parti communiste français, mais avec l’étiquette Union progressiste, puis réélu en 1984.
Il préside le Comité national de soutien à la candidature de Jean-Pierre Chevènement dans le cadre de l'élection présidentielle de 2007, avant que ce dernier ne retire sa candidature.
Robert Chambeiron est président puis président-délégué de l'Association nationale des anciens combattants de la Résistance (ANACR) de 1992 à 2010. À la suite de conflits internes, il est écarté de l'ANACR mais ne se résout pas à ne rien faire. À quatre-vingt-dix-sept ans, il crée l'ADVR (association de défense des valeurs de la Résistance) avec quelques amis afin de continuer à faire connaître et à transmettre les valeurs pour lesquelles il s'était engagé et qu'il estimait être toujours d'actualité. Très vite, il fut rejoint par de nombreux résistants.

### Mort

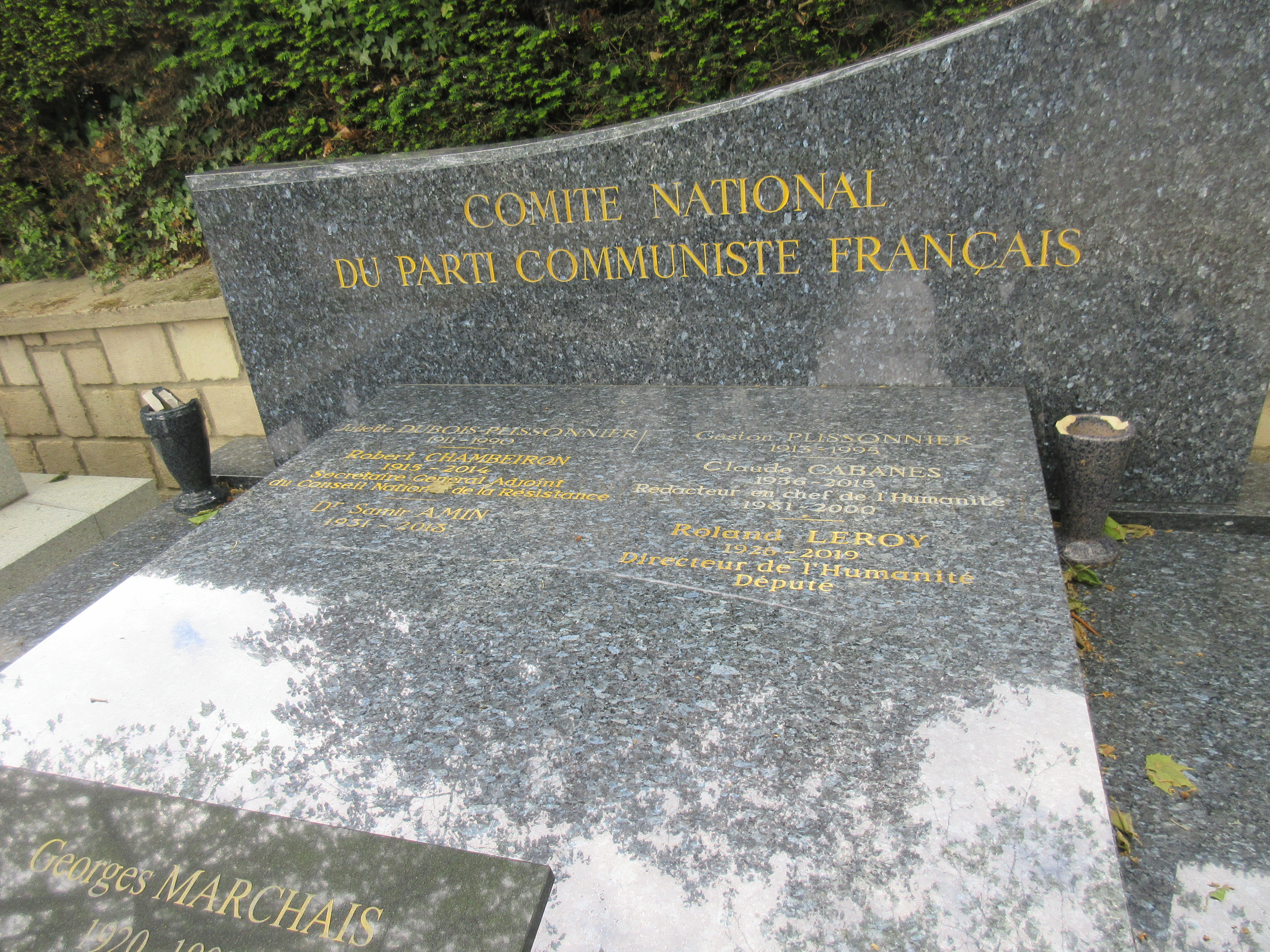
Tombe du Comité national du Parti communiste français, dans laquelle repose Robert Chambeiron, au cimetière du Père-Lachaise (division 97).

Il meurt le 30 décembre 2014 à Boulogne-Billancourt, à l'âge de 99 ans. Il était le dernier survivant du Conseil national de la Résistance.
Un hommage national lui est rendu aux Invalides en présence du président François Hollande. Il est ensuite inhumé au cimetière du Père-Lachaise, dans le tombeau du comité national du Parti communiste français.

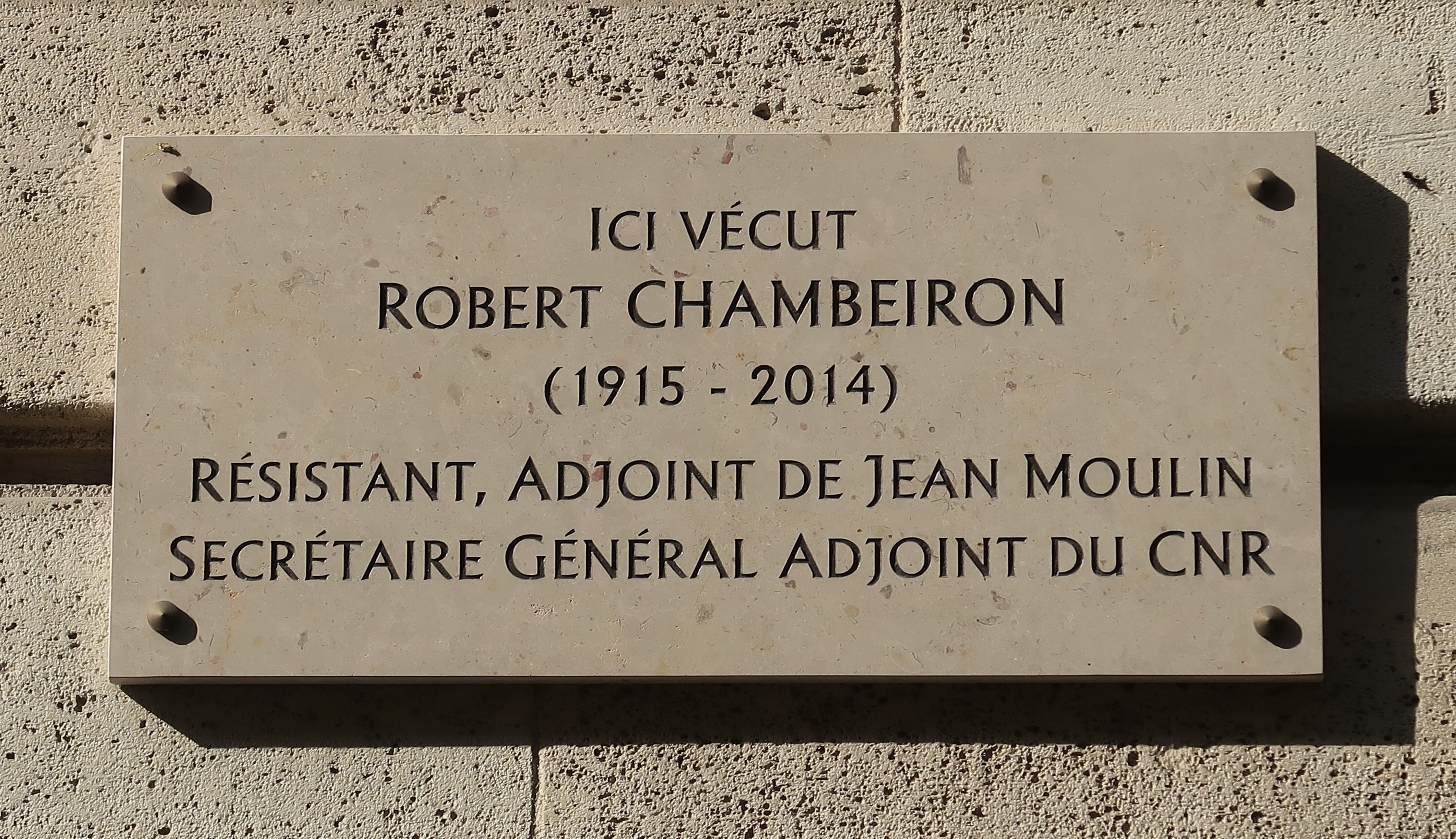
Plaque 16 rue Gustave-Zédé (Paris).

Une plaque commémorative lui rend hommage 16 rue Gustave-Zédé (16e arrondissement de Paris), où il vécut.

## Décorations
- Grand-croix de la Légion d'honneur
- Croix de guerre 1939–1945
- Médaille de la Résistance avec rosette

## Mandats parlementaires
- Député à l'Assemblée nationale (radical puis progressiste) des Vosges (1945-1951, 1956-1958)
- Député européen (groupe communiste et apparentés) de 1979 à 1989.

## Ouvrages
- Tchécoslovaquie, carrefour de l'Europe, avec Madeleine Braun, Éditions sociales, 1949.
- Résistant. Entretiens avec Marie-Françoise Bechtel, Fayard, 2014.